# Ciclo di Benner

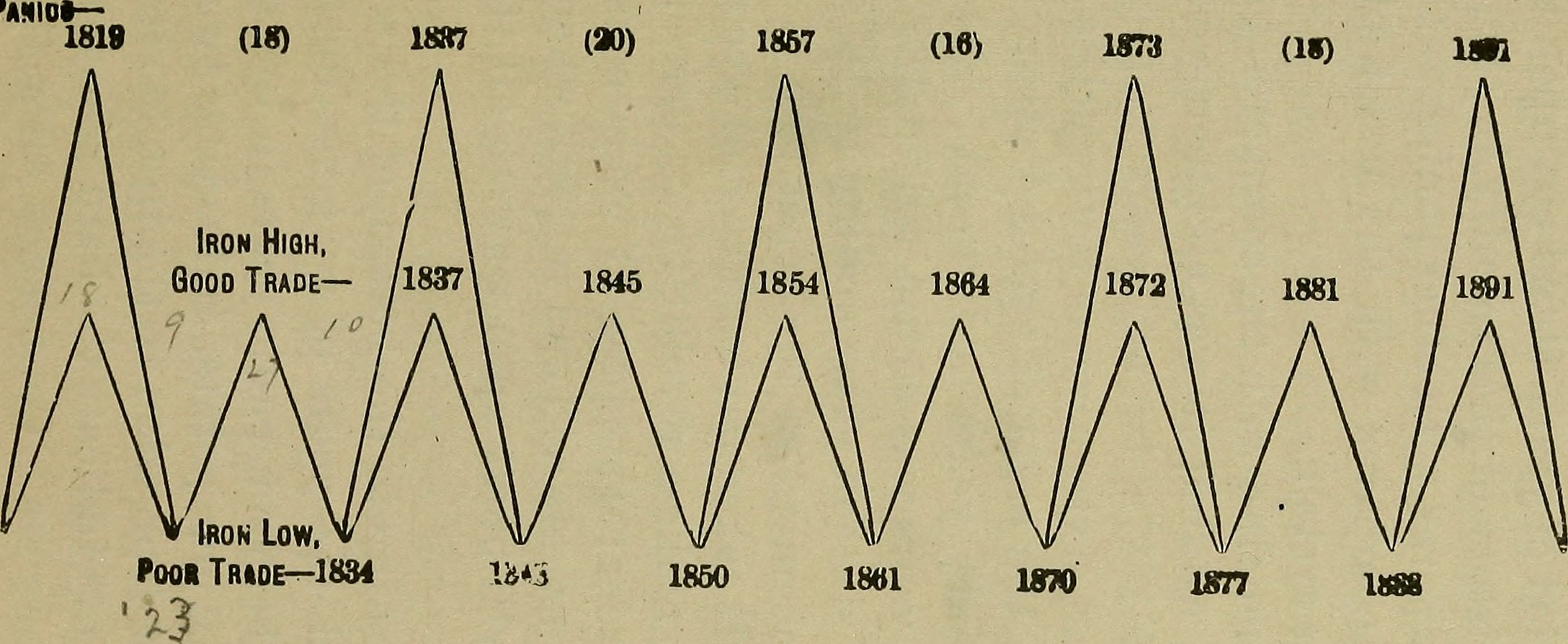
Schema del Ciclo di Benner del 1907.

Il Ciclo di Benner è un grafico che descrive i cicli di mercato tra gli anni 1924 e 2059. Il grafico è stato originariamente pubblicato dal contadino dell'Ohio Samuel Benner nel suo libro del 1884 Benner's Prophecies of Ups and Downs in Prices.
La somma delle sequenze di Benner si adatta alla successione di Fibonacci.

## Storia
Il ciclo è stato scoperto da Samuel Benner. Egli nacque a Bloom Furnace, nella contea di Lawrence, il 17 agosto 1832, da genitori nativi dell'Alsazia-Lorena, arrivati in Ohio nel 1803. È stato un prospero agricoltore, spazzato via finanziariamente dal panico del 1873 e da un'epidemia di colera. Una volta in pensione, si accinse a stabilire le cause e i tempi delle fluttuazioni economiche. Nel 1875 pubblicò previsioni sui prezzi degli affari e delle materie prime per il periodo dal 1876 al 1904.

## Fasi
Il grafico evidenzia tre fasi dei cicli di mercato:
- A - Anni di panico (Panic years), ossia quegli anni in cui il panico si è verificato e si ripeterà;
- B - Tempi buoni (Good times), ossia quegli anni in cui i prezzi di mercato sono elevati e c'è tempo per vendere azioni e valori di ogni tipo;
- C - Tempi difficili (Difficult times), ossia quegli anni in cui i prezzi di mercato sono bassi ed è un buon momento per acquistare azioni, merci, ecc. e resistere fino a quando il boom raggiunge gli anni dei bei tempi; quindi scaricare, vendere.

Questo schema indica in anni:
- Prosperità variabile secondo un modello di 16-18-20 anni (il che significa che devi aspettare 16 anni tra i primi due periodi di prosperità, 18 tra i due successivi e 20 tra i due successivi, prima di ritornare a 16);
- Minimi dei prezzi delle materie prime secondo uno schema di 8-9-10 anni;
- Recessione con uno schema di 5-6-7 anni.